# ساداکو ساوامورا
ساداکو ساوامورا (انگلیسی: Sadako Sawamura; ۱۱ نوامبر ۱۹۰۸ – ۱۶ اوت ۱۹۹۶) بازیگر اهل ژاپن بود.
از فیلم‌ها یا برنامه‌های تلویزیونی که وی در آن نقش داشته‌است می‌توان به خیابان شرم، زندگی اوهارو، آخر پاییز، فراری از گذشته، و شعله عشق من اشاره کرد.